# Evansianthus georgiensis
Evansianthus georgiensis är en bladmossart som först beskrevs av Carl Moritz Gottsche, och fick sitt nu gällande namn av R.M.Schust. et J.J.Engel. Evansianthus georgiensis ingår i släktet Evansianthus och familjen Lophocoleaceae. Inga underarter finns listade i Catalogue of Life.